# Jane Eyre (filme de 2011)
Jane Eyre (bra/prt: Jane Eyre) é um filme anglo-estadunidense de 2011, do gênero drama romântico histórico, dirigido por Cary Fukunaga, com roteiro de Moira Buffini baseado no romance homônimo de Charlotte Brontë.

## Elenco
- Mia Wasikowska como Jane Eyre
- Michael Fassbender como Edward Fairfax Rochester
- Jamie Bell como St. John Rivers
- Judi Dench como sra. Fairfax
- Sally Hawkins como sra. Reed
- Holliday Grainger como Diana Rios
- Tamzin Merchant como Maria Rios
- Simon McBurney como Sr. Brocklehurst
- Imogen Poots como Blanche Ingram
- Sophie Ward como Lady Ingram
- Su Elliot como Hannah
- Jayne Wisener como Bessie Lee
- Amelia Clarkson como jovem Jane
- Romy Settbon Moore como Adèle Varens
- Freya Parques como Helen Burns
- Harry Lloyd como Richard Mason
- Valentina Cervi como Bertha Antonietta Mason
- Craig Roberts como John Reed

## Prêmios e indicações
| Prêmio/ano                                 | Category                   | Recipiente(s)      | Resultado |
| ------------------------------------------ | -------------------------- | ------------------ | --------- |
| National Board of Review 2011              | Melhor ator                | Michael Fassbender | Venceu    |
| British Independent Film Awards            | Melhor atriz               | Mia Wasikowska     | Indicado  |
| Central Ohio Film Critics Association 2012 | Ator do ano                | Michael Fassbender | Indicado  |
| Goya 2012                                  | Melhor filme europeu       | (produtores)       | Indicado  |
| AACTA                                      | Melhor atriz internacional | Mia Wasikowska     | Indicado  |
| Evening Standard British Film Awards 2012  | Melhor ator                | Michael Fassbender | Venceu    |
| BAFTA 2012                                 | Melhor figurino            | Michael O'Connor   | Indicado  |
| Oscar 2012                                 | Melhor figurino            | Michael O'Connor   | Indicado  |

## Lançamento
O filme teve um lançamento limitado em quatro cinemas nos Estados Unidos, em 11 de março de 2011. O filme arrecadou US $182,885, uma média por cinema de $45,721 – a melhor estreia especial de 2011. Em 14 de julho de 2011, chegou ao  total de US $11,242,660 na América do Norte. Depois dos EUA, ele foi lançado em vários países durante a primavera e o verão de 2011, mas apenas em 9 de setembro foi lançado no Reino Unido e Irlanda. Em sua semana de abertura, Jane Eyre, debutou em terceiro nas bilheterias do Reino Unido, atrás de The Inbetweeners Movie e Amigos com Benefícios.

### Recepção da crítica
O agregador Rotten Tomatoes informa que 86% das 138 avaliações são favoráveis. O consenso do site é que "Cary Fukunaga direciona uma ardente e elegante adaptação, enquanto Mia Wasikowska oferece, possivelmente, o melhor retrato da personagem título de sempre."
A. O. Scott fez o filme "NYT Escolha Dos Críticos", dizendo: "Este Jane Eyre, de forma contundente, dirigido por Cary Tugaman Fukunaga (Sin Nombre) a partir de um inteligente roteiro de Moira Buffini (Tamara Drewe), é um magnífico exemplo de como enfrentar o difícil dever de transformar uma obra amada da literatura clássica em um filme. Nem uma atualização radical ou um duro exercício de torna-lo facilmente acessível por causa do respeito cultural, o filme do Sr.Fukunaga conta o seu velho conto com um vigor animado e senso astuto emocional aos detalhes."
Richard Corliss da Time afirmou que o desempenho de Mia Wasikowska foi uma das 10 melhores Performance de Filmes em 2011.